# Vendas
Pour les articles homonymes, voir Venda (homonymie).

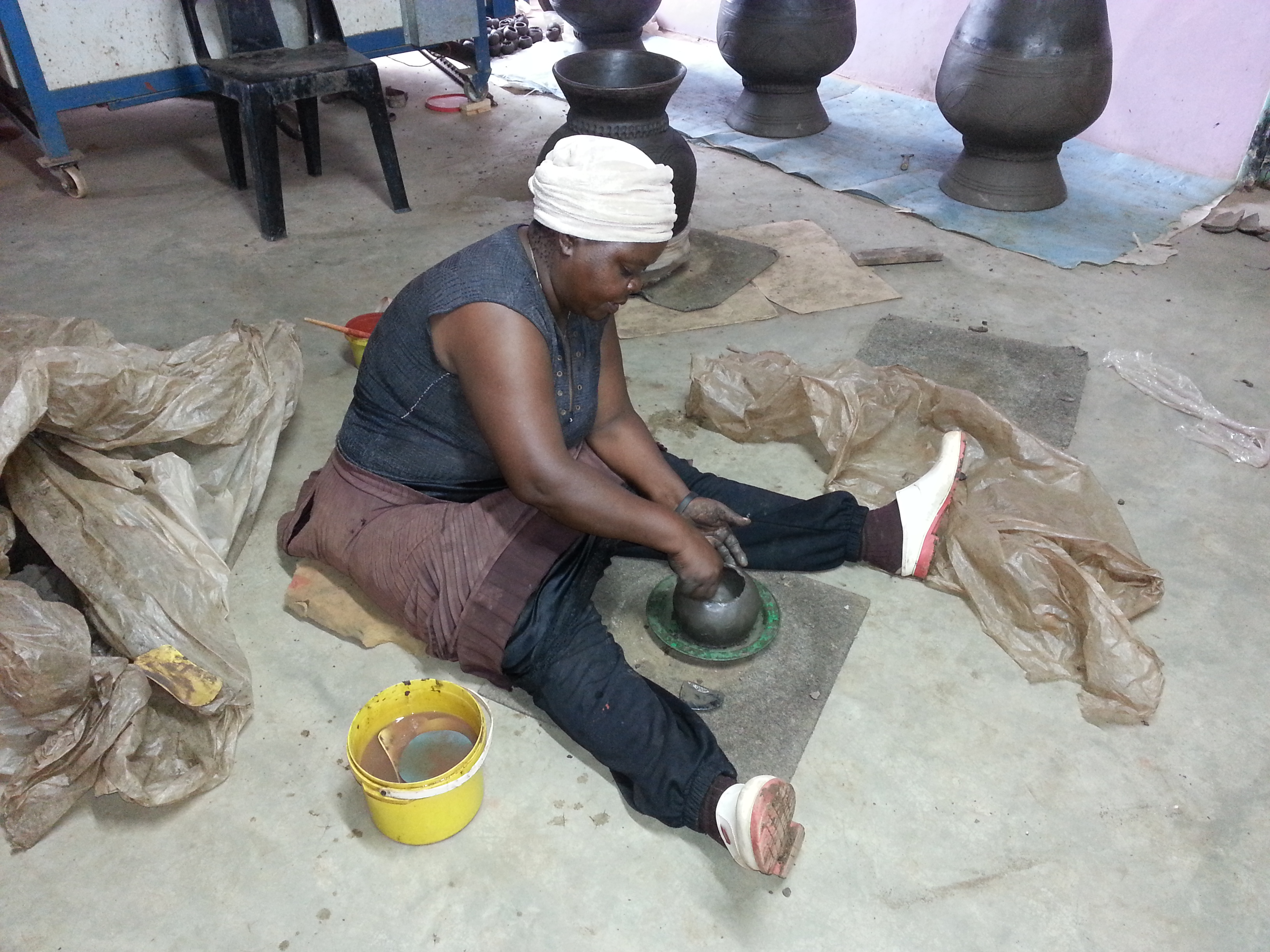
Potière venda.

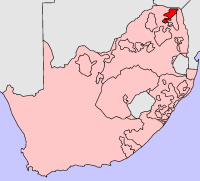
Carte du Venda.

Les Vendas (en venda, Vhavenda) sont un peuple bantou d'Afrique australe, établi principalement au nord-est de l'Afrique du Sud, sur le territoire de l'ancien bantoustan Venda du Transvaal. Quelques communautés vivent également de l'autre côté de la frontière au Zimbabwe.

## Ethnonymie
Selon les sources et le contexte, on observe plusieurs autres formes : Bavenda, Bavesma, Bawenda, Vendas.

## Langue
Leur langue est le venda, une langue bantoue qui est l'une des langues officielles de l'Afrique du Sud. Le nombre total de locuteurs du venda a été estimé à plus d'un million, dont 980 000 en Afrique du Sud (2006) et 84 000 au Zimbabwe (1989).

## Culture

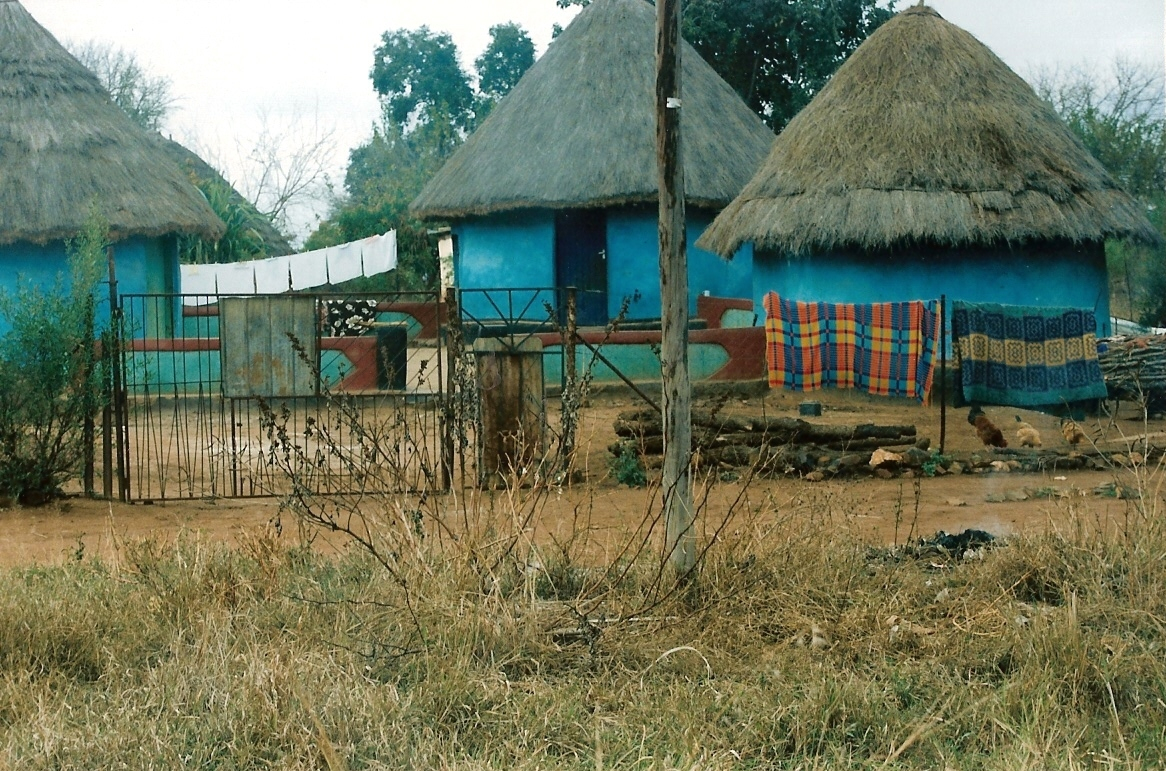
Habitations venda.
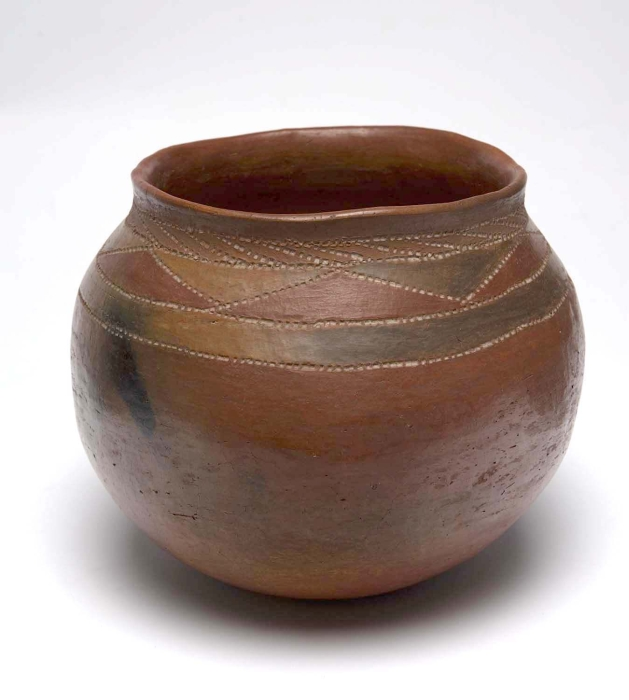
Pot en terre à motifs géométriques[3].
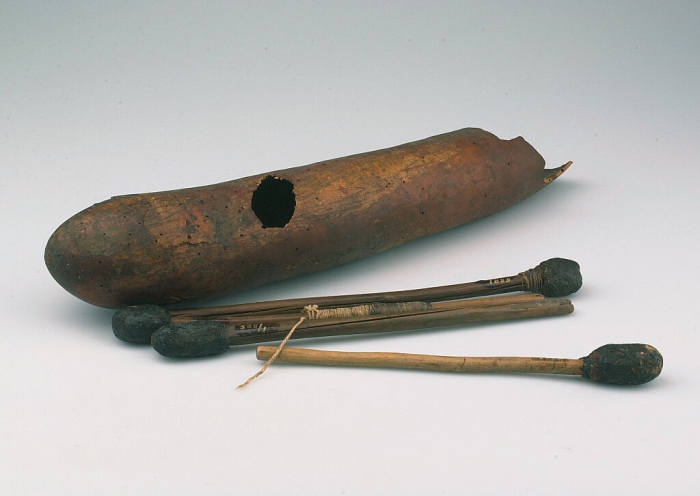
Sorte de xylophone[3].

### Discographie
- (en) The Venda drummers : drumming and vocal chants of the Venda tribe from South Africa, Clearwater, ARC Music, East Grinstead, West Sussex, 2002, CD (75 min 35 s) + brochure

### Filmographie
- Le python se déroule, film documentaire de Jacqueline Roumeguère-Eberhardt, CNRS diffusion, Meudon, 2004 (réal. 1982), VHS (27 min)